# Pierrefitte (Corrèze)
Pierrefitte é uma comuna francesa na região administrativa da Nova Aquitânia, no departamento de Corrèze. Estende-se por uma área de 10,01 km². Em 2010 a comuna tinha 93 habitantes (densidade: 9,3 hab./km²).